# Rune Glifberg
Rune Glifberg (født 7. oktober 1974 i København) er en dansk professionel skateboarder. Han har tidligere været rangeret som verdens bedste skateboarder og deltog ved OL i Tokyo i 2021.

## Tidlig karriere
Rune Glifberg startede med at stå på skateboard i 1986, da han var 11 år, efter at en ven havde taget et skateboard med hjem fra USA. Rune Glifberg var meget betaget af Danmarks første professionelle skater Nicky Guerrero og bestemte sig for at blive lige så god som sit forbillede. I 1990 deltog Glifberg i konkurrencen Scandinavia Open i Forum i København, hvorefter han blev tilbudt et sponsorat af skateboardfirmaet Deathbox, som han et par år senere begyndte at køre for som fuldtidsprofessionel. I 1994 skiftede Deathbox navn til Flip Skateboards og flyttede til Californien, og året efter flyttede Glifberg til USA sammen med teamet, der på daværende tidspunkt bestod af Geoff Rowley, Tom Penny og Andy Scott. I USA skatede Glifberg bl.a. med skateboardlegenden Tony Hawk og blev hurtigt sponsoreret af store mærker som fx Etnies og Volcom.

## International gennembrud
I 1996 vandt Rune Glifberg Slam City Jam, der var en af de mest anerkendte skateboardkonkurrencer. Med topresultater i de største konkurrencer blev han kendt og anerkendt over hele verden som en af de bedste skatere på rampe. På trods af at Rune Glifberg gennem en årrække tilhørte den absolutte verdenselite, så har interessen fra danske medier været beskeden i forhold til den opmærksomhed, som han har fået i USA. I 1999 var han blandt de ti skatere, der var en del af computerspillet Tony Hawk's Pro Skater.
Rune Glifberg vandt guld ved X-Games i 2008 og 2009 og har to gange i karrieren rangeret som den bedste skater i verden på henholdsvis vert-rampe (2001) og i bowl (2008).
I 2016 beviste Glifberg, at han stadig kan være med blandt de bedste, da han vandt konkurrencen Australian Open of Surfing.

## OL-deltagelse
I 2020 var skateboarding for første gang på programmet til OL, der på grund af den globale coronavirus blev afholdt i Tokyo i 2021. Rune Glifberg deltog som den eneste dansker og var med sine 46 år den ældste OL-debutant i Tokyo. Resultatmæssigt blev deltagelsen dog en skuffelse, da Glifberg endte som nr. 19 af 20 deltagere.
Rune Glifberg deltog i kvalifikationen til OL i Paris, men formåede ikke at kvalificere sig.

## Etablering af skateparker
Sammen med designeren Ebbe Lykke har Rune Glifberg etableret virksomheden Glifberg + Lykke, som bl.a. har stået for udformningen af en række skateparker i både udlandet og Danmark; herunder bl.a. Helsingør Multipark (2011), Lemvig Skatepark (2013), Streetdome i Haderslev (2014), verdens længste skateboardpark i Høje Taastrup (2021), Livsparken i Slagelse (2022) og skateparken i Skanderborg (2024).

## Resultater
Udvalgte resultater
2025
1. plads: Vans Pool Party, Masters (Bowl)
2023
1. plads: Copenhagen Open - Fælledparken (Bowl)
2021
1. plads: DM (Park)
19. plads: OL i Tokyo (Park)
2019
2. plads: Vans Combi Pool Party, Masters (Bowl)
3. plads: ANOC World Beach Games Qatar (Park)
3. plads: DM (Park)
2018
1. plads: Vans Park Series Europa Continental Championships
2017
1. plads: Vans Park Series Men's Continental Championships, Malmø
2. plads: Bowl a Rama Bondi Pro (kvalifikation); 4. plads (finale)
2. plads: Fælledparken Pro Bowl
3. plads: Lisboa Stone Crushers (Vert)
2016
1. plads: Australian Open of Surfing
3. plads: Copenhagen Open Bowl Jam i Fælledparken
2015
2. plads: Copenhagen Open Bowl Jam
2014
1. plads: Copenhagen Vert Jam
2010
2. plads: Vans Protec Pool Party
2009
1. plads: Copenhagen Pro vert
1. plads: WCSK8 - World Champion Skateboarding World Bowl Rankings
2. plads: Converse Fix To Ride
3. plads: Vans Protec Pool Party
2008
1. plads: Quiksilver Bowlriders, Malmø
1. plads: Vans Protec Pool Party
1. plads: Okaley Bowl-A-Rama Wellington, New Zealand
2. plads: Copenhagen Pro (Vert)
2. plads: Vans Bowl-A-Rama, Australien
2007
1. plads: Copenhagen Pro (Vert)
1. plads: Protec Pool Party
1. plads: Bowl-A-Rama, Australien
1. plads: Quiksilver Bowlriders, Sverige
2. plads: WCSK8 World Bowl Rankings
2006
1. plads: Northshore Bowl Jam
1. plads: Desert Dog Bowl Bash
1. plads: Mystic Sk8 Cup (Vert)
1. plads: Oregon Trifecta Lincoln City, Oregon (Bowl)
2. plads: GVR Etnies Bowl
2. plads: Oregon Trifecta West Linn, Oregon (Bowl)
2. plads: WCSK8 World Bowl Rankings
2. plads: Vans Pro-Tec Pool Party
3. plads: Desert Dog Park (slalom)
2005
1. plads: Vans Pro-Tec Pool Party
2004
1. plads: Mystic Sk8 Cup (Vert)
1. plads: Gravity Games (Vert)
1. plads: Snickers Bowl Games
3. plads: Toronto West 49 Open, best trick (Vert)
3. plads: Toronto West 49 Open (Vert)
2003
1. plads: Scandinavian Open (Vert)
1. plads: Tampa Pro (Vert)
2. plads: WCSK8 Pro Vert European Rankings
2. plads: Globe World Championships (Vert)
2002
1. plads: Scandinavian Open (Vert)
1. plads: Gravity Games (Vert)
2. plads: Pro Vert European Rankings
2001
* Rangeret som nr. 1 hos World Champion Skateboarding (Vert)
1. plads: Scandinavian Open (Vert)
1998
1. plads: Slam City Jam (Vert)
2. plads: Grand Prix of Skateboarding, Lausanne
1996
1. plads: Slam City Jam (Vert)

X-Games (1995-2013)
2013: 2. plads (Park)
2013: 4. plads (Park)
2012: 3. plads (Park)
2011: 17. plads (Vert)
2011: 7. plads (Park)
2010: 7. plads (Park)
2009: 7. plads (Vert)
2009: 1. plads (Park)
2008: 10. plads (Vert)
2008: 1. plads (Park)
2007: 7. plads (Vert)
2006: 5. plads (Vert)
2005  5. plads (Vert, best trick)
2005: 9. plads (Vert)
2004: 3. plads (Vert)
2003: 2. plads (Vert Doubles med Mike Crum)
2003: 6. plads (Vert, best trick)
2003: 3. plads (Vert)
2002: 3. plads (Vert Doubles med Mike Crum)
2002: 3. plads (Vert)
2001: 6. plads (Vert)
2000: 6. plads (Vert Doubles med Mike Crum)
2000: 5. plads (Vert)
1999: 3. plads (Vert Doubles med Mike Crum)
1999: 12. plads (Vert)
1998: 12. plads (Vert)
1997: 5. plads (Vert Doubles med Mike Crum)
1997: 2. plads (Vert)
1996: 17. plads (Vert)
1995: 3. plads (Vert)

## Galleri
- Streetdome i Haderslev